# The Cross
The Cross è stato un gruppo musicale rock britannico fondato nel 1987 da Roger Taylor, nato come progetto parallelo ai Queen, il gruppo dove Taylor suonava la batteria.
I Cross hanno pubblicato tre album in studio e hanno esplorato diversi generi musicali, dagli esperimenti pop con ampio uso di elettronica dell'album d'esordio Shove It al rock più classico di Mad, Bad and Dangerous to Know e Blue Rock, con incursioni anche nel soft pop. Il gruppo, nonostante la buona qualità dei prodotti musicali, non ha avuto molto successo, eccetto in paesi come Germania e Svizzera, dove i Cross hanno intrapreso numerosi tour e apparizioni a festival importanti.

## Storia del gruppo
Per la creazione della band, Taylor aveva sparso alcuni annunci anonimi su diversi giornali. Dopo le audizioni, la scelta di Taylor ricadde su Clayton Moss (chitarrista), Joshua McRae (batterista), Peter Noone (bassista) e sul tastierista Spike Edney, che aveva già suonato con i Queen nel periodo 1984-1986. I Cross impiegarono tutto il 1987 per le prove, la realizzazione del loro album di debutto e due apparizioni in televisione. Il loro primo singolo, Cowboys and Indians uscì a settembre e raggiunse il 74º posto in classifica.
Il secondo singolo dei Cross, Shove It, uscì a gennaio del 1988, e si classificò 84°. Allo stesso tempo, uscì anche l'album di esordio della band che aveva lo stesso nome del singolo (una frase molto usata dall'assistente di Roger, Chris Taylor). Nell'album sono presenti ben otto tracce composte da Taylor, ma ci sono contributi anche di Freddie Mercury e Brian May, compagni di Taylor nei Queen. L'album raggiunse il 58º posto in classifica. Per promuovere l'album, i Cross intrapresero un tour in Inghilterra e Germania.
Il terzo singolo, Heaven for Everyone (pubblicato nel marzo del 1988) raggiunse il posto numero 83 in classifica. A giugno invece esce l'ultimo singolo dell'anno, intitolato Manipulator. Questo singolo è anche la prima canzone ad essere firmata da altri componenti dei Cross oltre Roger Taylor: collaborarono infatti Spike Edney e Steve Strange, membro della band Visage. I Cross trascorsero gran parte del 1989 per la registrazione del secondo album, dal titolo Mad, Bad and Dangerous to Know, che fu pubblicato nel marzo del 1990. Nell'album, molto più orientato in senso rock rispetto al precedente, sono presenti canzoni scritte da altri componenti dei Cross, e in più, la cover Foxy Lady di Jimi Hendrix, uno degli idoli di gioventù di Taylor.
Nell'aprile del 1990 uscì il primo e unico singolo del Regno Unito, Power to Love, che si piazzò 85º in classifica. All'album seguì un tour in Germania. Nell'agosto dello stesso anno uscì, esclusivamente per la Germania, il secondo singolo estratto dal secondo album, dal titolo Liar (niente a che vedere con l'omonima canzone dei Queen), e che aveva come B-Side In Charge of My Heart, canzone non presente nell'album.
L'ultimo singolo, distribuito unicamente in Francia e Germania, è Final Destination (canzone che mostra gli interessi di Taylor nell'ambito politico), che presenta anche una versione dal vivo di Man On Fire, canzone di Taylor da solista, contenuta nell'album Strange Frontier.
Il 1990 si concluse con l'esibizione all'Astoria Theatre per la festa del Fan Club, la cui registrazione fu distribuita in cassetta solo ai fan. La prima metà del 1991 fu impiegata per la registrazione del terzo e ultimo album della band, intitolato Blue Rock e contenente 10 brani.
Fu distribuito in Europa e in Giappone, e la successiva distribuzione in Gran Bretagna e America fu cancellata in seguito alla morte di Freddie Mercury. Alla distribuzione dell'album seguì un tour in Germania, dove la band si esibì come gruppo spalla dei Magnum e in alcuni paesi circostanti. In Germania vennero inoltre distribuiti due singoli, New Dark Ages e Life Changes.
La morte di Freddie Mercury e l'inaspettato insuccesso nelle vendite spinsero la band a sciogliersi. Ad ogni modo, nel 1992 suonarono al Gosport Festival, con ospite Bob Geldof, e suonarono alla festa del Fan Club, insieme a Roger Daltrey, Tim Staffell e Brian May.
L'ultimo concerto ufficiale della band risale al Gosport Festival del 1993, ma per la festa del Fan Club del 1999, Taylor e McRae suonarono insieme ad altri cantanti ospiti.
Gli altri membri della band si dedicarono, dopo lo scioglimento, ad altri progetti. Spike Edney formò la SAS Band (Spike's All Stars Band) e in tournée ebbe tra i vari ospiti anche Brian May; Joshua McRae ha continuato la collaborazione con Taylor per più occasioni, andando in tour con lui nel 1994-1995 e contribuendo alla co-produzione di altri album da solista di Taylor.

## Formazione
- Roger Taylor - voce, chitarra ritmica
- Clayton Moss - chitarra
- Joshua McRae - batteria
- Peter Noone - basso
- Spike Edney - tastiere

## Discografia

### Album in studio
- 1988 - Shove It
- 1990 - Mad, Bad and Dangerous to Know
- 1991 - Blue Rock

## Lista dei brani musicali
- Ain't Put Nothin' Down (C. Moss) (dall'album Blue Rock, 1991)
- Baby It's Alright (S. Edney) (dall'album Blue Rock, 1991)
- Bad Attitude (The Cross) (dall'album Blue Rock, 1991)
- Better Things (C. Moss) (dall'album Mad, Bad and Dangerous to Know, 1990)
- Breakdown (P. Noone) (dall'album Mad, Bad and Dangerous to Know,  1990)
- Closer To You (S. Edney) (dall'album Mad, Bad and Dangerous to Know, 1990)
- Contact (R. Taylor) (dall'album Shove It , 1988)
- Cowboys And Indians (R. Taylor) (dall'album Shove It, 1988)
- Dirty Mind (S. Edney) (dall'album Blue Rock, 1991)
- Feel The Force (R. Taylor) (dall'album Shove It (US), 1988)
- Final Destination (R. Taylor) (dall'album Mad, Bad and Dangerous to Know,   1990)
- Foxy Lady (J. Hendrix) (dall'album Mad, Bad and Dangerous to Know, 1990)
- Hands Of Fools (Out Of Control) (P. Noone - S. Edney) (dall'album Blue Rock, 1991)
- Heartland (P. Noone) (dal CD singolo Life Changes, 1991)
- Heaven For Everyone (R. Taylor) (dall'album Shove It, 1988)
- In Charge Of My Heart (R. Taylor) (dal singolo Liar, 1990)
- Liar (P. Noone) (dall'album Mad, Bad and Dangerous to Know, 1990)
- Life Changes (C. Moss - P. Noone - S. Edney - J.J. Macrae) (dall'album Blue Rock, 1991)
- Love Lies Bleeding (She Was A Wicked, Wily Waitress) (R. Taylor) (dall'album Shove It, 1988)
- Love On A Tightrope (Like An Animal) (R. Taylor) (dall'album Shove It, 1988)
- Manipulator (R. Taylor - S. Edney - S. Strange) (dal singolo Manipulator, 1988)
- Millionaire (C. Moss - S. Edney - P. Noone - J.J. Macrae) (dall'album Blue Rock, 1991)
- New Dark Ages (R. Taylor) (dall'album Blue Rock, 1991)
- Old Men (Lay Down) (R. Taylor) (dall'album Mad, Bad and Dangerous to Know,  1990)
- Passion For Trash (J.J. Macrae) (dall'album Mad, Bad and Dangerous to Know, 1990)
- Penetration Guru (C. Moss) (dall'album Mad, Bad and Dangerous to Know, 1990)
- Power To Love (J.J. Macrae - P. Noone - C. Moss) (dall'album Mad, Bad and Dangerous to Know, 1990)
- Put It All Down To Love (S. Edney) (dall'album Blue Rock, 1991)
- Rough Justice (R. Taylor) (dall'album Shove It, 1988)
- Shove It (R. Taylor) (dall'album Shove It, 1988)
- Sister Blue (P. Noone) (dall'album Mad, Bad and Dangerous to Know, 1990)
- Stand Up For Love (R. Taylor) (dall'album Shove It, 1988)
- The 2nd Shelf Mix (R. Taylor) (dall'album Shove It (UK, solo su CD), 1988)
- The Also Rans (R. Taylor) (dall'album Blue Rock, 1991)
- Top Of The World, Ma (The Cross) (dall'album Mad, Bad and Dangerous to Know, 1990)